# Paratetrapedia xanthaspis
Paratetrapedia xanthaspis är en biart som först beskrevs av Cockerell 1929.  Paratetrapedia xanthaspis ingår i släktet Paratetrapedia och familjen långtungebin. Inga underarter finns listade i Catalogue of Life.